# نجیب‌الدین سمرقندی
نجیب‌الدین ابو حامد محمدبن علی‌بن عمر سمرقندی پزشکی ایرانی مسلمان بود که در سمرقند زاده شد یا برآمد و در واقعه‌ٴ هرات در ۱۲۲۲–۱۲۲۳ میلادی، به دست مغولها کشته شد.
وی آثار طبی متعددی به عربی نوشت. مهم‌ترین آنها کتاب الاٴسباب و العلامات نام دارد که از شهرتی برخوردار شده و نسخه‌های متعددی از آن در دست است و نفیس‌بن عوض کرمانی پزشک الغ‌بیک در ۱۴۲۳–۱۴۲۴ میلادی، شرحی بر آن نوشته است. این شرح خود اساس رساله‌ای فارسی به نام طب اکبری قرار گرفت که محمد ارزانی پسر میرحاجی محمد مقیم آن را در ۱۷۰۰–۱۷۰۱، تألیف کرد. به عبارت دیگر محمد ارزانی بر ترجمه‌ٴ شرح نفیس منتخبات زیادی از آثار طبی عربی منضم ساخت. وی مفسر آثار پزشکی قرون وسطت بوده است.